# Hetzerath
Hetzerath là một đô thị ở huyện Bernkastel-Wittlich, trong bang Rheinland-Pfalz, Đô thị Hetzerath có diện tích 13,87 km², dân số thời điểm ngày 31 tháng 12 năm 2006 là 1972 người.